# Гологлави мармозет
Гологлави мармозет (лат. Callithrix flaviceps) је врста мајмуна из породице Callitrichidae. Ова врста је ендемична за Бразил, где живи у кишним шумама источног, приморског дела.

## Станиште
Станиште гологлавог мармозета су кишне шуме.

## Угроженост
Гологлави мармозет се сматра угроженом.